# جایزه بزرگ بلژیک ۱۹۷۳
جایزه بزرگ بلژیک ۱۹۷۳ (انگلیسی: ‎1973 Belgian Grand Prix‎) یک مسابقهٔ موتوری در رشتهٔ اتومبیل‌رانی فرمول یک بود که در تاریخ ۲۰ مهٔ ۱۹۷۳ در پیست زولده واقع در اوسدان-زولده، لیمبورگ، بلژیک برگزار شد. این گراند پری در میان ۱۵ گراند پری در فصل ۱۹۷۳، مسابقهٔ شمارهٔ ۵ بود.
در این مسابقه که در ۷۰ دور و به مسافت ۲۹۵٫۳۷۹ کیلومتر (۱۸۳٫۵۴۰ مایل) برگزار شد، پول پوزیشن توسط رونی پیترسن کسب شد و سریع‌ترین زمان برای طی یک دور پیست که برابر با ۱:۲۵٫۴۲ بود نیز توسط فرانسوا سورت به ثبت رسید.
جکی استوارت از تیم تایرل-فورد، فرانسوا سورت از تیم تایرل-فورد و امرسون فیتیپالدی از تیم لوتوس-فورد به‌ترتیب مقام‌های اول تا سوم مسابقه را کسب کردند.

## رده‌بندی قهرمانی پس از مسابقه
|       | جایگاه | راننده           | امتیاز |
| ----- | ------ | ---------------- | ------ |
|       | ۱      | امرسون فیتیپالدی | ۳۵     |
|       | ۲      | جکی استوارت      | ۲۸     |
|       | ۳      | فرانسوا سورت     | ۱۸     |
|       | ۴      | پیتر روسون       | ۹      |
|       | ۵      | دنی هیولم        | ۹      |
| منبع: |        |                  |        |

|       | جایگاه | سازنده      | امتیاز |
| ----- | ------ | ----------- | ------ |
| ۱     | ۱      | تایرل-فورد  | ۳۶     |
| ۱     | ۲      | لوتوس-فورد  | ۳۵     |
|       | ۳      | مک‌لارن-فورد | ۱۵     |
|       | ۴      | فراری       | ۹      |
|       | ۵      | شدو-فورد    | ۵      |
| منبع: |        |             |        |

یادداشت
- تنها پنج جایگاه نخست از هر رده‌بندی نمایش داده شده‌است.